# Ruellia ciconiicollis
Ruellia ciconiicollis är en akantusväxtart som beskrevs av Raymond Benoist. Ruellia ciconiicollis ingår i släktet Ruellia och familjen akantusväxter. Inga underarter finns listade i Catalogue of Life.